# Nina Nesbitt
Pour les articles homonymes, voir Nesbitt.
Nina Nesbitt est une auteure-compositrice-interprète et productrice écossaise née le 11 juillet 1994 à Édimbourg.
Après plusieurs extended play, elle sort son premier album studio Peroxide (en) en 2014. Il se classe dans le top quinze des meilleures ventes d'albums au Royaume-Uni et contient les singles Stay Out et Selfies (en) qui atteignent le top 40 du classement UK Singles Chart. Son deuxième album The Sun Will Come Up, the Seasons Will Change (en) sort en 2019.

## Biographie

### Jeunesse et débuts
Nina Nesbitt naît le 11 juillet 1994 à Balerno, un quartier d'Édimbourg en Écosse. Sa mère est suédoise et son père écossais. Pendant son enfance, elle fait partie de l'équipe d'Écosse de gymnastique rythmique. Elle apprend à jouer du clavier à l'âge de dix ans puis étudie la musique au Balerno Community High School (en) où elle apprend à jouer de la flûte à l'âge de treize ans. Désirant se tourner vers un instrument avec lequel elle pourrait chanter, elle apprend la guitare grâce à des tutoriels en ligne.
À l'âge de quinze ans, elle poste sur YouTube une vidéo dans laquelle elle reprend la chanson Fifteen de Taylor Swift. Les retours positifs des internautes la poussent à écrire ses propres chansons. L'année suivante, âgée de seize ans, elle travaille comme mannequin avec l'agence écossaise Colours,.
Elle rencontre Ed Sheeran en 2011 lors d'un showcase du chanteur organisé à Édimbourg. À sa demande, elle lui interprète l'une de ses compositions, Standing on One Leg. Il l'invite à assurer la première partie de son concert de Glasgow puis à partager un duo sur la scène de la salle de concerts londonienne Shepherd's Bush Empire. Le premier EP de Nina Nesbitt, Live Take, sort le 5 décembre 2011. Le même mois, elle assure la première partie du chanteur Example qui l'a remarquée après qu'elle a posté sur internet une vidéo dans laquelle elle reprend sa chanson Stay Awake (en). En janvier 2012, elle fait une apparition dans le clip vidéo du single Drunk (en) d'Ed Sheeran, qui l'invite à faire la première partie de sa tournée européenne.
Elle sort son deuxième EP, The Apple Tree, en avril 2012. Il atteint la sixième place du classement des albums les plus téléchargés sur iTunes et la première place de la catégorie « auteur-compositeur » sur la même plateforme. Elle signe un contrat avec le major Universal Music Group via leur label Island Records au mois de juin puis fait partie de la programmation des festivals écossais RockNess et Tartan Heart Festival (en),. En septembre 2012, elle sort son premier single Boy qui se classe à la 139e place du top singles britannique. Le mois suivant, elle monte sur scène pour sa deuxième tournée en tant que tête d'affiche. Après la sortie de son troisième EP Boy au mois de décembre, elle reçoit le prix du meilleur nouvel auteur-compositeur-interprète de l'année 2012 de la part d'iTunes.
En avril 2013, son single Stay Out, extrait de l'EP qui porte le même titre, atteint la 21e place des charts britanniques. Après la sortie de son cinquième EP Way in the World sort au mois de juillet, elle participe à plusieurs festivals dont Pukkelpop en Belgique et T in the Park en Écosse,. Au mois d'août, elle enregistre une reprise de la chanson Don't Stop du groupe Fleetwood Mac pour une publicité du grand magasin britannique John Lewis & Partners. Elle est choisie pour interpréter Flower of Scotland, l'hymne national officieux de l'Écosse, lors de la rencontre entre l'Écosse et la Belgique le 6 septembre 2013 au stade Hampden Park de Glasgow dans le cadre des éliminatoires de la Coupe du monde de football 2014.

### DePeroxideàLife in Colour

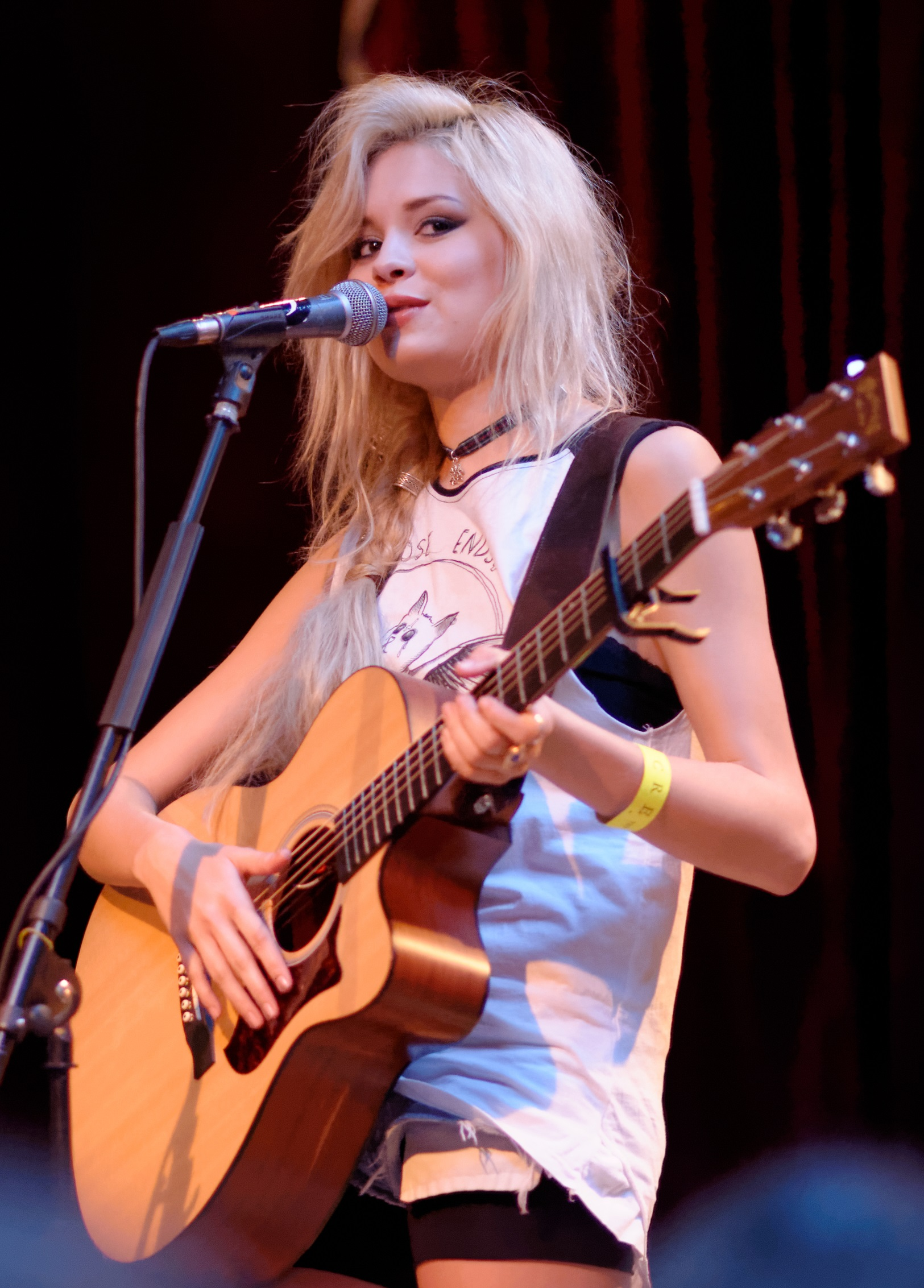
Nina Nesbitt en concert à Los Angeles en 2014.

Nina Nesbitt sort le single Selfies (en) le 7 février 2014. Après Stay Out l'année précédente, il s'agit du deuxième single de la chanteuse à atteindre le top 40 du classement hebdomadaire britannique UK Singles Chart.
Son premier album studio, Peroxide (en), sort le 27 février 2014. Il bat le record du nombre de précommandes pour un album publié par le label Island Records,. Il se classe à la onzième place du top albums britannique et à la première place du top écossais mais reçoit un accueil mitigé de la part des critiques. Au mois de mars, elle joue aux États-Unis pour la première fois lors du festival South by Southwest à Austin au Texas. Le mois suivant, elle sort l'EP Nina Nesbitt qui est sa première œuvre à être publiée aux États-Unis puis participe à un concert organisé à New York par le non-departmental public body Creative Scotland (en).
En janvier 2016, près de deux ans après son dernier EP, Nina Nesbitt publie le clip vidéo de la chanson Chewing Gum. La veille, son label Island Records décide de se séparer d'elle, ce qu'elle n'annoncera qu'au mois de mai. En 2019, elle révèle avoir écrit un album qui n'a jamais été publié,.
En mars 2016, les entreprises Coffee House Sessions et Fame Music lancent une compétition en ligne pour mettre en avant des artistes britanniques qui produisent de la musique acoustique. Nina Nesbitt fait partie du jury avec l'animateur de radio Huw Stephens (en) et le producteur Eric Appapoulay (en). Le gagnant assure la première partie de la chanteuse lors d'une tournée promotionnelle de dix concerts dans différents cafés de Londres du 16 au 20 mai 2016. Après avoir écrit des chansons pour d'autres artistes, dont le groupe de country britannique The Shires (en) et la chanteuse et actrice américaine Olivia Holt, Nina Nesbitt signe avec le label indépendant britannique Cooking Vinyl en septembre 2016. Le mois suivant, elle sort l'EP Life In Colour dont les chansons sont inspirées par plusieurs de ses fans.

### The Sun Will Come Up, the Seasons Will Change

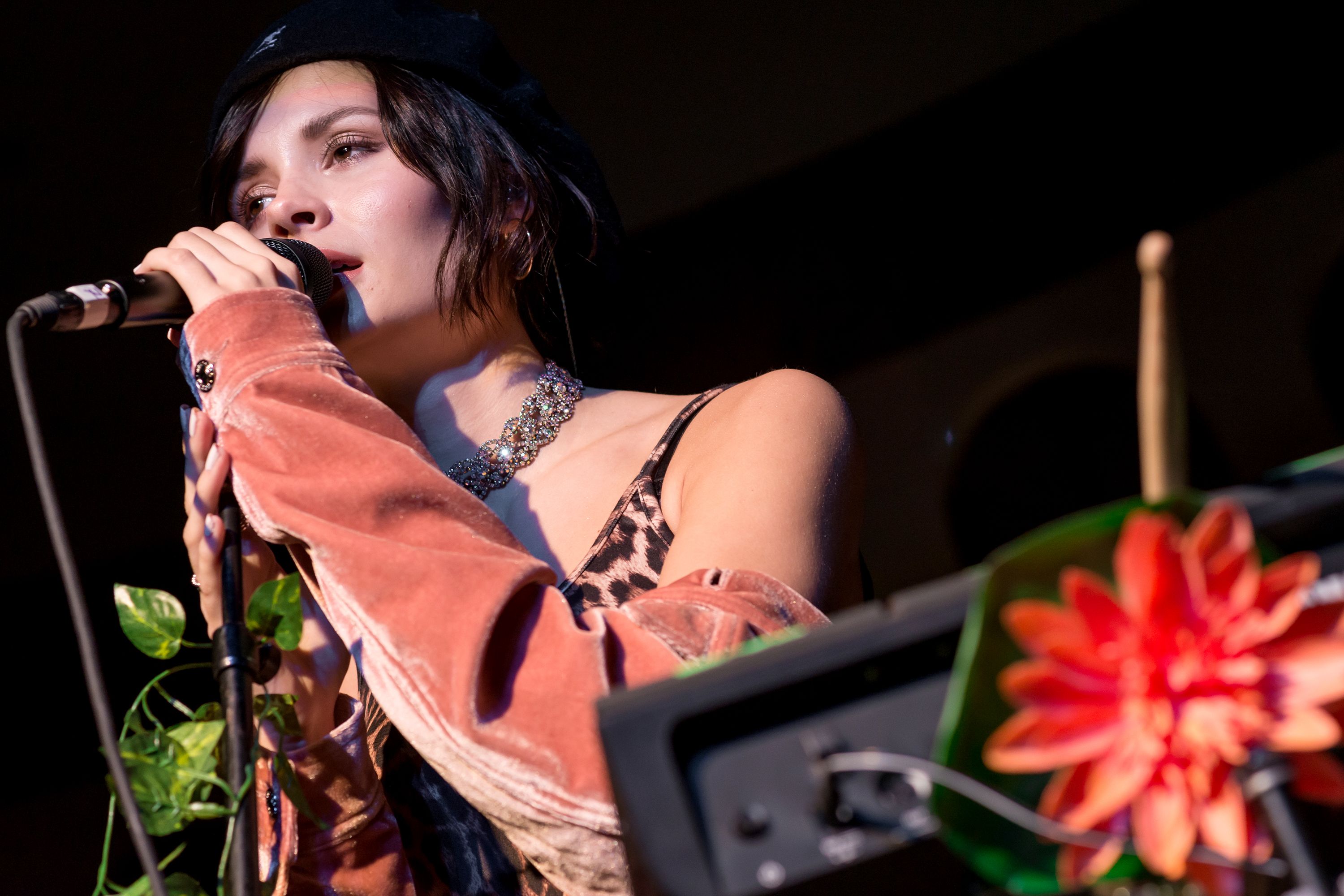
Nina Nesbitt en concert à Los Angeles en 2017.

Avant qu'elle décide de préparer son deuxième album studio, Nina Nesbitt présente ses compositions à d'autres artistes. Nina Nesbitt décide finalement de l'interpréter elle-même et le single sort le 14 juillet 2017. Le single suivant, The Best You Had, sort le 8 septembre. Après que la chanteuse Taylor Swift l'ait inclus dans une playlist présentant ses chansons favorites, il est écouté plus de trente millions de fois en streaming sur Spotify cinq mois après sa sortie.
Le single Somebody Special, sorti en janvier 2018, atteint le top 100 du classement Hot Adult Contemporary aux États-Unis. En mars, à l'occasion du mois de l'histoire des femmes, Nina Nesbitt enregistre la chanson Psychopath avec les chanteuses américaines Sasha Sloan et Charlotte Lawrence pour la plateforme de streaming Spotify. Au mois de mai, la chanson The Sun Will Come Up, the Seasons Will Change apparaît dans un épisode de la série télévisée américaine Life Sentence. En plus d'une tournée américaine en tant que tête d'affiche, elle assure la première partie des chanteurs Jake Bugg et Jesse McCartney,.
Le 1er août 2018, elle chante sur la place George Square à Glasgow pour l'ouverture des championnats sportifs européens. Une semaine plus tard, elle sort le single Loyal to Me (en). Au mois de septembre, Apple Music et Spotify en font la publicité dans le quartier de Times Square à New York ; c'est la première fois que les deux plateformes promeuvent le même artiste au même endroit. Le clip vidéo de cette chanson est visionné 500 000 fois sur YouTube en deux semaines et les critiques du magazine Billboard le classent à la 43e place de leur top 50 des meilleurs clips vidéo de l'année 2018.

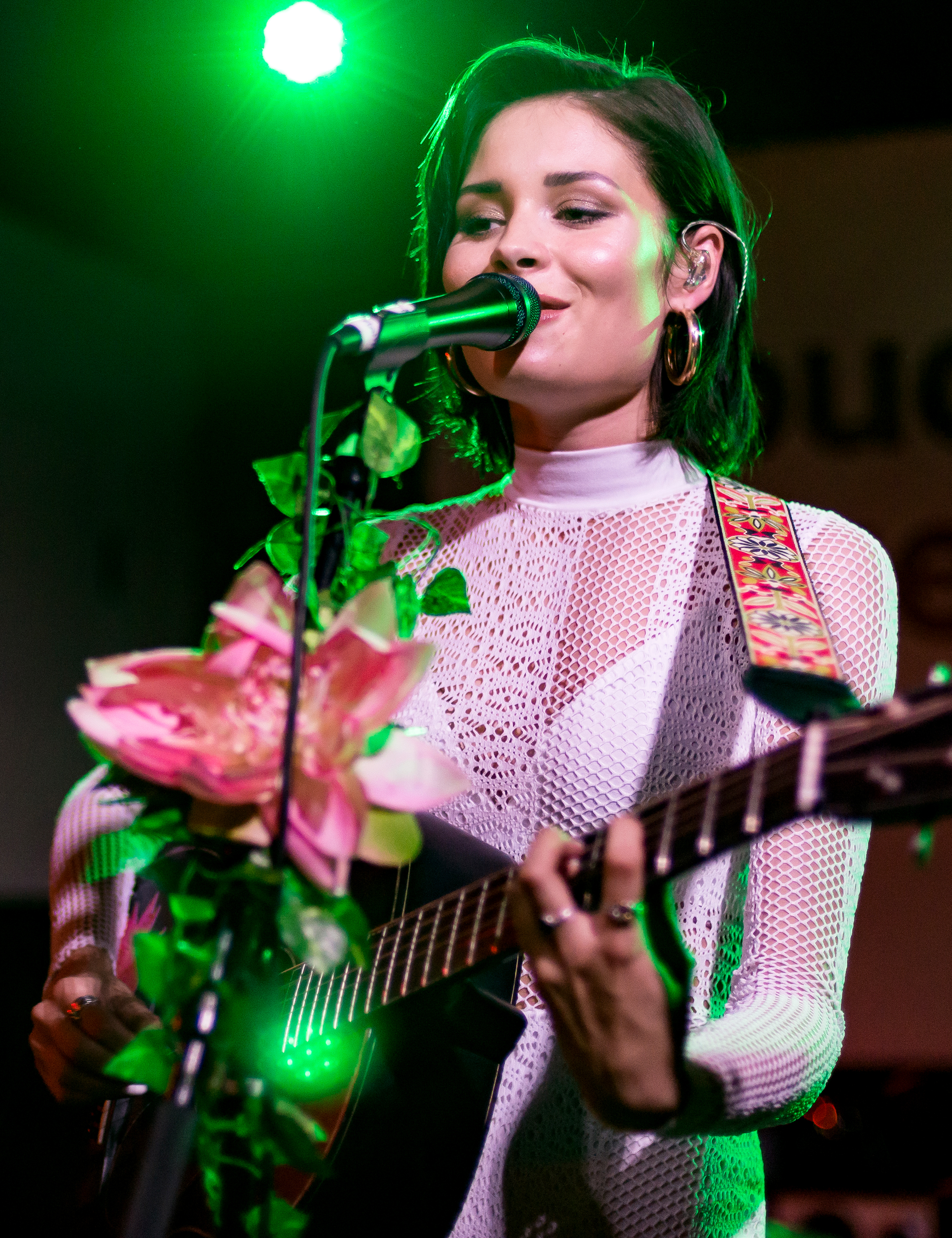
Nina Nesbitt en concert à Los Angeles en 2018.

Elle fait la première partie de la tournée américaine du chanteur MAX en octobre 2018 avant d'enregistrer pour spotify une reprise du cantique de Noël Oh Holy Night le mois suivant. En janvier 2019 sort le single Colder, chanson produite par Fraser T. Smith (en) dont le clip vidéo est tourné dans la maison de Bing Crosby à Palm Springs. Le même mois, Jonas Blue publie le clip vidéo de Desperate, chanson en featuring avec Nina Nesbitt. Elle est écoutée deux millions de fois en streaming deux mois après la sortie de Blue (en), le premier album studio du DJ.
Le deuxième album studio de Nina Nesbitt, The Sun Will Come Up, the Seasons Will Change (en), sort le 1er février 2019. Il atteint la 21e position du top albums britannique et la 28e place du top Independent Albums (en) aux États-Unis. Une semaine après sa sortie, il est écouté un million de fois en streaming. Le clip vidéo de la chanson Is It Really Me You're Missing?, tourné à Eidsvoll en Norvège, est publié le jour de la sortie de l'album. Il est suivi par le clip vidéo de la chanson Love Letter qui sort au mois d'avril.
Au mois de septembre, Nina Nesbitt sort les singles Without Me avec le chanteur britannique John Newman et Black & Blue. Ce dernier est extrait de The Sun Will Come Up, The Seasons Will Change & The Flowers Will Fall, réédition de son deuxième album studio qui sort au mois de novembre.

## Environnement artistique

### Style musical et inspirations
À ses débuts, Nina Nesbitt est considérée par des médias britanniques comme la version féminine du chanteur Ed Sheeran. Elle est aussi comparée à d'autres artistes, dont Kate Nash, Laura Marling, Pixie Lott et Natasha Bedingfield. Dans une critique publiée dans le Guardian, Caroline Sullivan décrit l'album Peroxide comme un mélange des styles folk-pop et soft rock et déclare que la chanteuse pourrait devenir la « Taylor Swift britannique ».
Elle se tourne par la suite vers d'autres styles de pop, comme l'electro-pop avec le single What It Feels Like en collaboration avec l'artiste britannique Feed Me et la bubblegum pop avec l'EP Modern Love.
Le deuxième album studio de Nina Nesbitt, The Sun Will Come Up, the Seasons Will Change, comporte des chansons pop et R&B. Questionnée sur la musique l'ayant inspirée lors de l'écriture de cet album, la chanteuse cite la musique R&B des années 1990, Alanis Morissette et Whitney Houston. Elle déclare aussi considérer The Moments I'm Missing comme une chanson de style « bedroom pop ». Roisin O'Connor, dans une critique écrite pour le journal britannique The Independent, compare les chansons Loyal to Me et Love Letter aux titres No Scrubs du groupe TLC et Survivor des Destiny's Child.
Dans un entretien accordé au magazine musical américain Billboard, Nina Nesbitt déclare être inspirée par les « femmes fortes qui écrivent leurs chansons elles-mêmes » et cite Debbie Harry, Stevie Nicks et Taylor Swift. Elle n'hésite pas non plus à montrer son admiration, sur les réseaux sociaux, envers la chanteuse Madonna,.

### Image publique
Nina Nesbitt fait la publicité des collections automne/hiver 2013-14 des marques de vêtements britanniques Yumi et Uttam. En octobre 2016, elle devient la première égérie de la marque de maquillage W7. L'année suivante, elle signe un contrat avec l'agence de mannequins londonienne Tess Management.

## Discographie

### Albums studio
| Titre                                              | Détails                                                      |
| -------------------------------------------------- | ------------------------------------------------------------ |
| Peroxide (en)                                      | - Sorti le : 14 février 2014 - Label : Universal Music Group |
| The Sun Will Come Up, the Seasons Will Change (en) | - Sorti le : 1er février 2019 - Label : Cooking Vinyl        |
| Älskar (en)                                        | - Sorti le : 2 septembre 2022 - Label : Cooking Vinyl        |

### EPs
| Titre            | Détails                                                      |
| ---------------- | ------------------------------------------------------------ |
| Live Take        | - Sorti le : 5 décembre 2011 - Label : Universal Music Group |
| The Apple Tree   | - Sorti le : 20 juillet 2012 - Label : Universal Music Group |
| Boy              | - Sorti le : 6 décembre 2012 - Label : Universal Music Group |
| Stay Out         | - Sorti le : 8 avril 2013 - Label : Universal Music Group    |
| Way in the World | - Sorti le : 21 juillet 2013 - Label : Universal Music Group |
| Nina Nesbitt     | - Sorti le : 1er avril 2014 - Label : Universal Music Group  |
| Modern Love      | - Sorti le : 5 février 2016 - Label : Universal Music Group  |
| Life In Colour   | - Sorti le : 9 octobre 2016 - Label : N² Records             |

## Tournées

### En tant que tête d'affiche
- 2012 : Boy Tour
- 2016 : Coffee House Sessions[26]
- 2018 : UK & Europe Tour avec Lewis Capaldi
- 2019 : The Sun Will Come Up, the Seasons Will Change Tour[56]
- 2019 : The Flowers Will Fall Tour

### En tant que première partie
- 2012 : Ed Sheeran - x Tour
- 2018 : Jake Bugg - Solo Acoustic Tour[33]
- 2018 : Jesse McCartney - Better With You U.S. Tour[34],[35]
- 2018 : MAX - Divine Tour[38]

### Source
- (en) Cet article est partiellement ou en totalité issu de l’article de Wikipédia en anglais intitulé « Nina Nesbitt » (voir la liste des auteurs).